# Mina (Kourinion)
Pour les articles homonymes, voir Mina.
Ne doit pas être confondu avec Mina (Yaho).
Mina est une commune rurale située dans le département de Kourinion de la province de Kénédougou dans la région des Hauts-Bassins au Burkina Faso.

## Géographie
Mina se trouve à 5 km au nord de Kourinion et est traversé par la route nationale 8.

## Santé et éducation
Le centre de soins le plus proche de Mina est le centre de santé et de promotion sociale (CSPS) de Kourinion.